# プロズウェル
プロズウェル(Proswell)は主にエレクトロニカをリリースしている、アメリカイリノイ州はシカゴに住むジョセフ・ミズラ(Joseph Misra)による名義。彼は今までMerckから3つの作品をリリースしており、他にも彼自身によって運営されているEerik Inpuj Soundを含む、多数のオンラインレーベルから作品を発表している。
彼の音の特徴はIlkae等のアーティストと同じくゲームミュージックを思わせる音色である。